# Nordreisa
69°45′59″N 21°1′31″Ø / 69.76639°N 21.02528°Ø
Nordreisa kommune (samisk: Ráissa gielda) ligger i Troms og Finnmark fylke i Norge. Den grænser i nord til Skjervøy, i øst til Kvænangen og Kautokeino, og i vest til Kåfjord. I syd har kommunen også grænse til Finland.
Kommunens administrationscenter er Storslett, som har 1.500 indbyggere (1. jan. 2006, SSB). Reisaelven har udløb i i fjorden her. Tæt på Storslett ligger byen Sørkjosen, med 886 indbyggere (1. jan. 2006, SSB). I Sørkjosen ligger Sørkjosen Lufthavn.
Reisa nationalpark ligger i den sydlige del af kommunen.

## Tusenårssted
Kommunens tusenårssted er Halti kvenkultur- og nationalparkcenter. Halti nationalparkcenter holder til i midlertidige lokaler i Halti-byggeriet i Storslett, og det er planen at Kvenkulturcenteret skal komme i et senere nybyggeri.

## Personer fra Nordreisa
- Margit Hansen-Krone (1925-), politiker, stortingsrepræsentant
- Anne Marie Blomstereng (1940-), politiker, stortingsrepræsentant
- Ian Haugland (1964-), svensk musiker, født i Storslett